# Haapasaari (ö i Lappland, Tornedalen)
Haapasaari med Hannukkalansaari är en ö i Finland. Den ligger i Torne älv och i kommunen Övertorneå och landskapet Lappland, i den norra delen av landet, 700 km norr om huvudstaden Helsingfors. Öns area är 40,7 hektar och dess största längd är 2,2 kilometer i nord-sydlig riktning.